# ويليام ويلارد (رسام)
ويليام ويلارد (بالإنجليزية: William Willard)‏ هو رسام أمريكي، ولد في 24 مارس 1819 في ستوربريدج في الولايات المتحدة، وتوفي في 1 نوفمبر 1904 في ورسستر في الولايات المتحدة.

## معرض صور

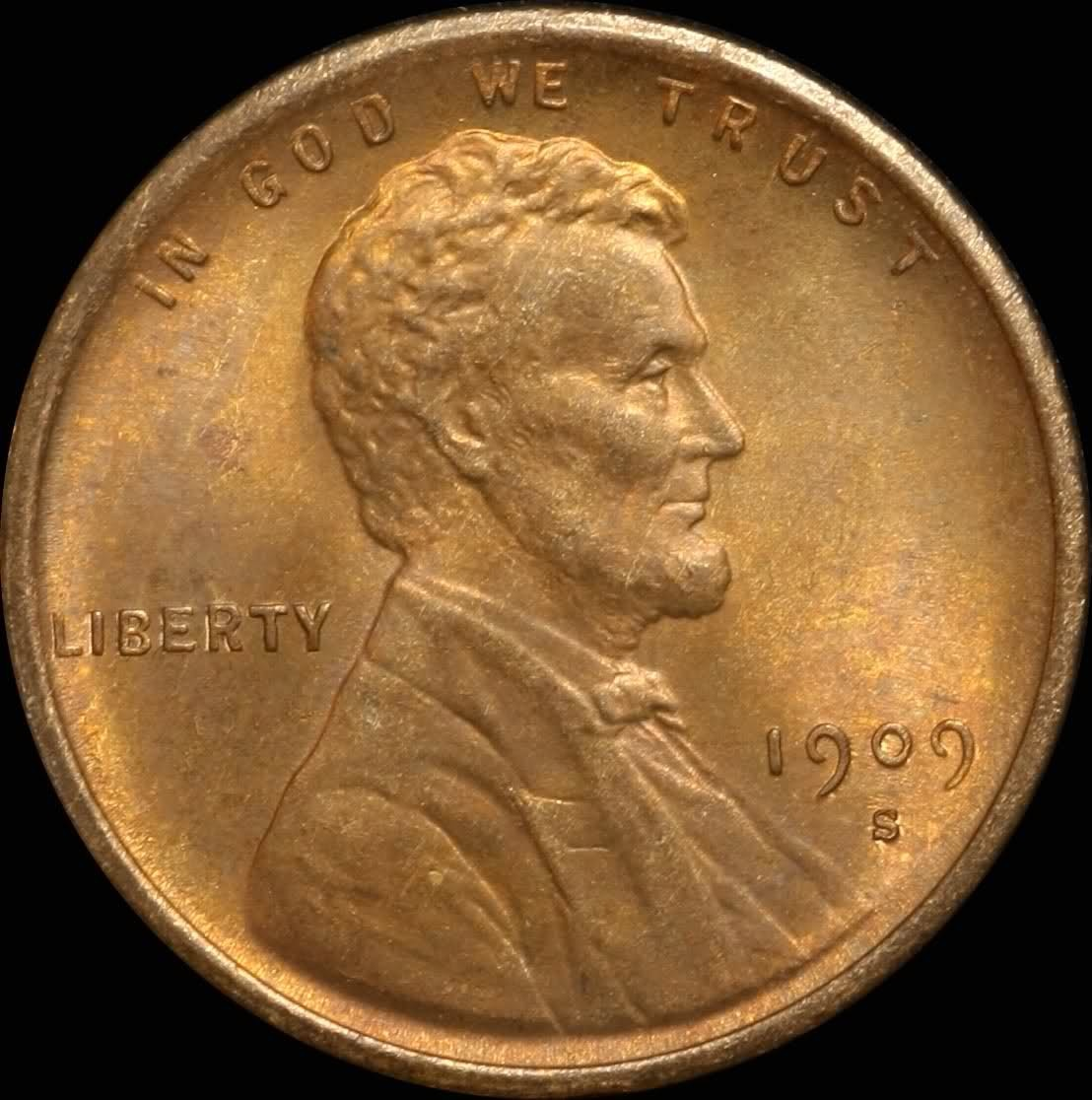
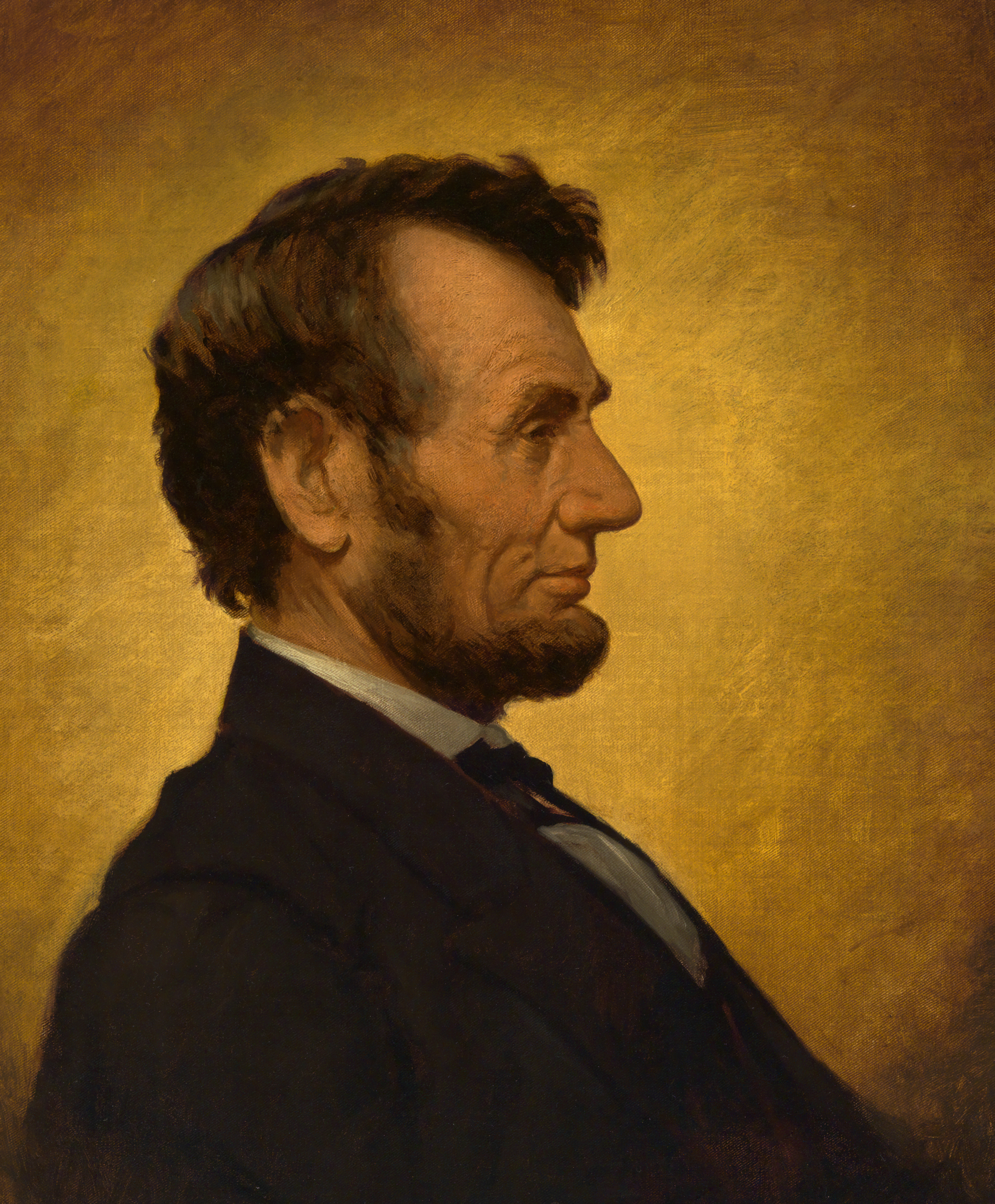
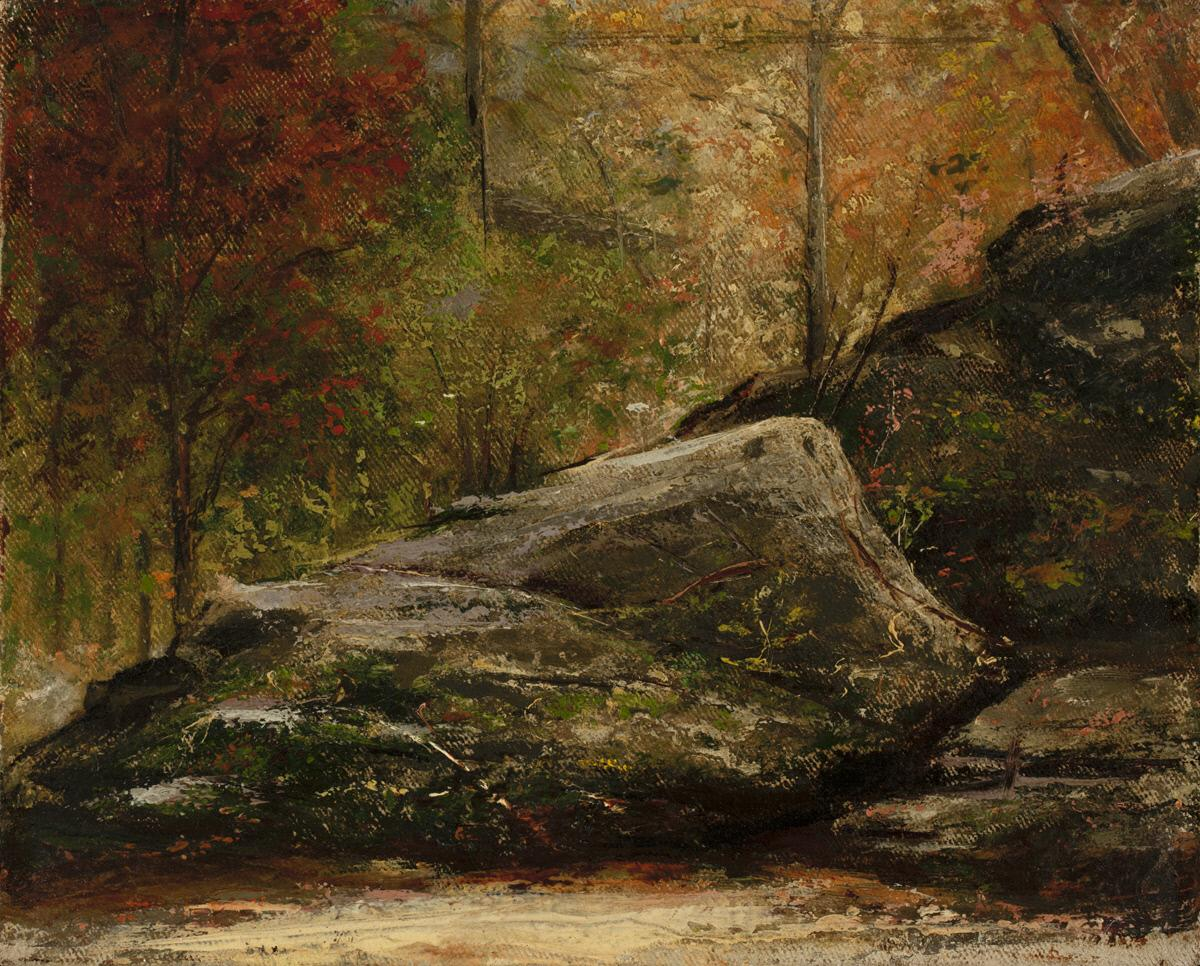
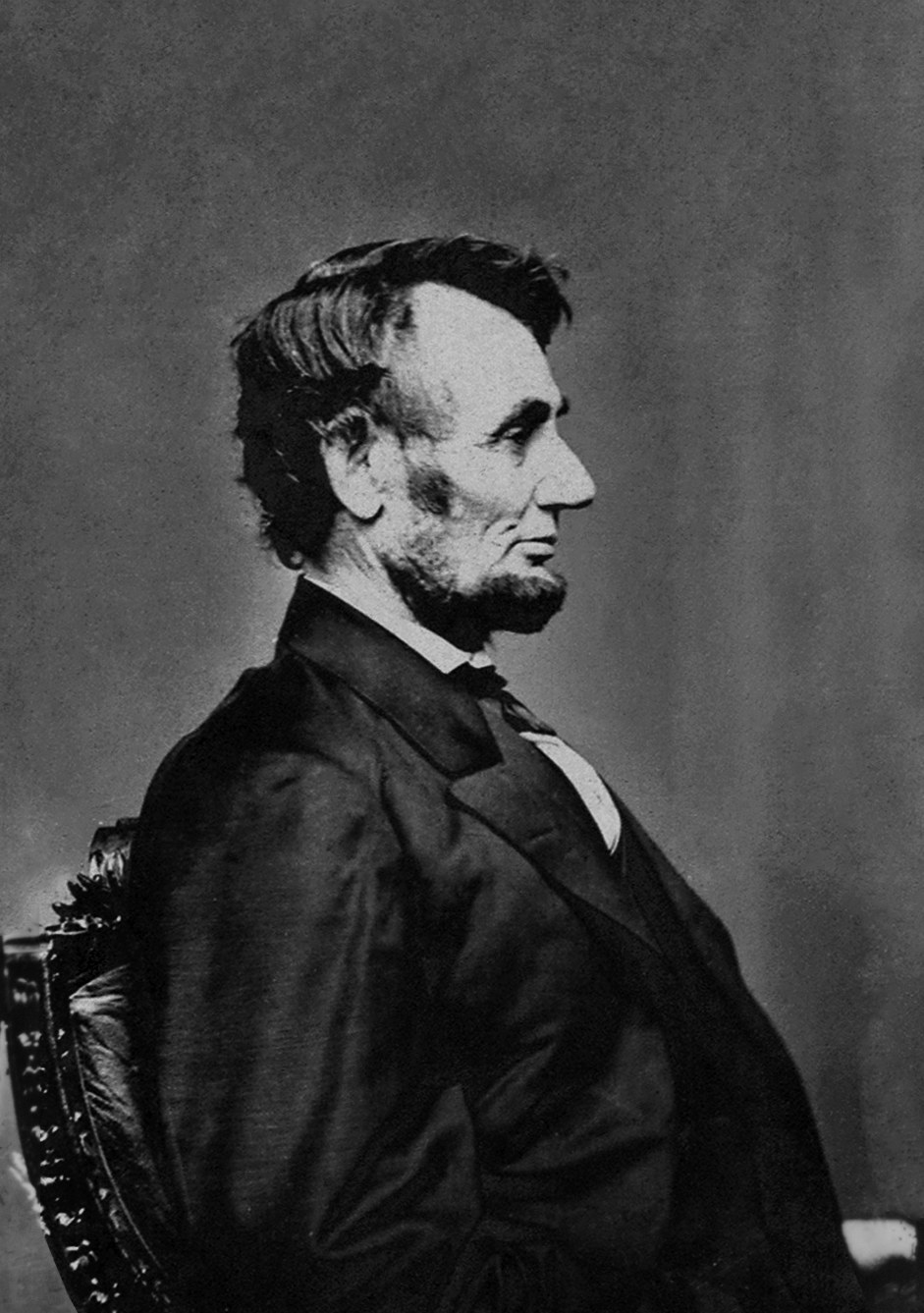